# Лалієв Геннадій Казбекович
Геннадій Казбекович Лалієв (рос. Геннадий Казбекович Лалиев; нар. 30 березня 1979, Цхінвалі, Південно-Осетинська автономна область, Грузинська РСР) — російський і казахський борець вільного стилю осетинського походження, бронзовий призер чемпіонату світу, дворазовий бронзовий призер чемпіонатів Азії, володар Кубку Азії, срібний призер Східноазійських ігор, срібний призер Олімпійських ігор. Заслужений майстер спорту Республіки Казахстан, майстер спорту Росії міжнародного класу з вільної боротьби.

## Біографія
Народився 30 березня 1979 місті Цхінвалі Південної Осетії. Боротьбою почав займатися з 1989 року в Осетії, під керівництвом тренера Алана Техова. До двадцяти років боровся у складі збірної Росії. Був дворазовим чемпіоном світу серед кадетів (1994, 1995) та чемпіоном Європи серед юніорів (1997). Чемпіон Росії 1996 року серед юніорів. З 1999 року виступає за збірну Казахстану. Переїхав до цієї країни на запрошення тренера збірної Казахстану на той час Аманжола Бугубаєва. Тренувався під керівництвом Тусипхана Сайханова. Став одним з найкращих натуралізованих спортсменів Казахстану.
Після закінчення спортивної кар'єри живе у Владикавказі. Має невелику фірму, що займається збором гірських трав. Вони відправляються у фармацевтичні компанії до Німеччини, де з них виробляють ліки.

## Родина
Молодший брат Геннадія — Вадим Лалієв також є борцем вільного стилю високого класу, чемпіон світу серед юніорів у складі збірної Росії, бронзовий призер чемпіонату Європи у складі збірної Росії та бронзовий призер чемпіонату Європи у складі збірної команди Вірменії.
Одружений, має доньку та сина.

## Спортивні результати на міжнародних змаганнях

### Виступи на Олімпіадах
| Змагання                    | Збірна    | Вагова категорія          | Місце  |
| --------------------------- | --------- | ------------------------- | ------ |
| Літні Олімпійські ігри 2000 | Казахстан | вільна боротьба, до 76 кг | 4      |
| Літні Олімпійські ігри 2004 | Казахстан | вільна боротьба, до 74 кг | Срібло |
| Літні Олімпійські ігри 2008 | Казахстан | вільна боротьба, до 84 кг | 13     |

### Виступи на Чемпіонатах світу
| Змагання                        | Збірна    | Вагова категорія          | Місце  |
| ------------------------------- | --------- | ------------------------- | ------ |
| Чемпіонат світу з боротьби 1999 | Казахстан | вільна боротьба, до 76 кг | 13     |
| Чемпіонат світу з боротьби 2001 | Казахстан | вільна боротьба, до 76 кг | 18     |
| Чемпіонат світу з боротьби 2002 | Казахстан | вільна боротьба, до 74 кг | 4      |
| Чемпіонат світу з боротьби 2003 | Казахстан | вільна боротьба, до 74 кг | Бронза |
| Чемпіонат світу з боротьби 2007 | Казахстан | вільна боротьба, до 84 кг | 12     |

### Виступи на Чемпіонатах Азії
| Змагання                       | Збірна    | Вагова категорія          | Місце  |
| ------------------------------ | --------- | ------------------------- | ------ |
| Чемпіонат Азії з боротьби 1999 | Казахстан | вільна боротьба, до 76 кг | Бронза |
| Чемпіонат Азії з боротьби 2003 | Казахстан | вільна боротьба, до 74 кг | 4      |
| Чемпіонат Азії з боротьби 2006 | Казахстан | вільна боротьба, до 84 кг | Бронза |

### Виступи на Азійських іграх
| Змагання           | Збірна    | Вагова категорія          | Місце |
| ------------------ | --------- | ------------------------- | ----- |
| Азійські ігри 2002 | Казахстан | вільна боротьба, до 74 кг | 5     |

### Виступи на Східноазійських іграх
| Змагання                 | Збірна    | Вагова категорія          | Місце  |
| ------------------------ | --------- | ------------------------- | ------ |
| Східноазійські ігри 2001 | Казахстан | вільна боротьба, до 76 кг | Срібло |

### Виступи на Кубках Азії
| Змагання                   | Збірна    | Вагова категорія          | Місце  |
| -------------------------- | --------- | ------------------------- | ------ |
| Кубок Азії з боротьби 2003 | Казахстан | вільна боротьба, до 74 кг | Золото |

### Виступи на інших змаганнях
| Змагання                                                      | Збірна    | Вагова категорія          | Місце  |
| ------------------------------------------------------------- | --------- | ------------------------- | ------ |
| Чемпіонат Росії з вільної боротьби 1998                       | Росія     | вільна боротьба, до 76 кг | 5      |
| Олімпійський кваліфікаційний турнір з боротьби 2000 (Мінськ)  | Казахстан | вільна боротьба, до 76 кг | Золото |
| Олімпійський кваліфікаційний турнір з боротьби 2000 (Лейпциг) | Казахстан | вільна боротьба, до 76 кг | Срібло |
| Олімпійський кваліфікаційний турнір з боротьби 2000 (Токіо)   | Казахстан | вільна боротьба, до 76 кг | 13     |
| Гран-прі Німеччини з боротьби 2006                            | Казахстан | вільна боротьба, до 96 кг | 7      |
| Турнір Дана Колова — Николи Петрова 2007                      | Казахстан | вільна боротьба, до 84 кг | Бронза |
| Олімпійський кваліфікаційний турнір з боротьби 2008 (Мартіні) | Казахстан | вільна боротьба, до 84 кг | 5      |
| Олімпійський кваліфікаційний турнір з боротьби 2008 (Варшава) | Казахстан | вільна боротьба, до 84 кг | Срібло |

### Виступи на змаганнях молодших вікових груп
| Змагання                                       | Збірна | Вагова категорія          | Місце  |
| ---------------------------------------------- | ------ | ------------------------- | ------ |
| Чемпіонат світу з боротьби серед кадетів 1995  | Росія  | вільна боротьба, до 83 кг | Золото |
| Чемпіонат світу з боротьби серед кадетів 1994  | Росія  | вільна боротьба, до 76 кг | Золото |
| Чемпіонат Європи з боротьби серед юніорів 1997 | Росія  | вільна боротьба, до 76 кг | Золото |